# Eresus
Eresus Walckenaer, 1805, è un genere di ragni cribellati della famiglia degli Eresidi, diffusi nelle regioni calde dell'Europa e del Mediterraneo.

## Etimologia
Il nome deriva dal toponimo greco Ἒρεσος, Ereso, città dell'isola greca di Lesbo, luogo di rinvenimento dei primi esemplari del genere.

## Descrizione
L'eresus ha un corpo piccolo e tozzo, caratterizzato negli esemplari maschi da livree rosse screziate di bianco e nelle femmine da livree nere con piccole aree gialle o bianche. Il genere è caratterizzato da un forte dimorfismo sessuale e la femmina è molto più grande del maschio.

## Distribuzione e habitat
Le specie di questo genere si trovano in Europa, in Nord Africa e nell'Asia occidentale, di solito vivono sotto le pietre o all'interno dei muschi. Sono capaci di scavare gallerie profonde coperte da una seta spessa e giallastra formata anche da avanzi di alimenti, in particolare di elitre di coleotteri.

## Specie
Al dicembre 2012, il genere comprende 14 specie e 5 sottospecie:
- Eresus albopictus Simon, 1873 — Marocco, Algeria
- Eresus crassitibialis Wunderlich, 1987 — Isole Canarie
- Eresus granosus Simon, 1895 — Russia, Cina
- Eresus kollari Rossi, 1846 — dall'Europa all'Asia centrale
  - Eresus kollari bifasciatus Ermolajev, 1937 — Russia
  - Eresus kollari frontalis Latreille, 1819 — Spagna
  - Eresus kollari ignicomus Simon, 1914 — Corsica
  - Eresus kollari latefasciatus Simon, 1910 — Algeria
  - Eresus kollari tricolor Simon, 1873 — Corsica
- Eresus lavrosiae Mcheidze, 1997 — Georgia
- Eresus moravicus Rezác, 2008 — Austria, Ungheria, Repubblica Ceca, Slovacchia
- Eresus pharaonis Walckenaer, 1837 — Egitto
- Eresus robustus Franganillo, 1918 — Spagna
- Eresus rotundiceps Simon, 1873 — Ucraina, Turkmenistan
- Eresus ruficapillus C. L. Koch, 1846 — Sicilia, Croazia
- Eresus sandaliatus (Martini & Goeze, 1778) — Europa
- Eresus sedilloti Simon, 1881 — Portogallo, Spagna
- Eresus solitarius Simon, 1873 — Mediterraneo
- Eresus walckenaeri Brullé, 1832 — Mediterraneo
  - Eresus walckenaeri moerens C. L. Koch, 1846 — Afghanistan